# Galore: The Videos 1987-1997
Pour les articles homonymes, voir Galore.
Galore: The Videos 1987-1997 est une compilation de clips du groupe The Cure sortie aux formats VHS et VCD simultanément avec la compilation CD Galore le 28 octobre 1997. Comme l'indique son titre, elle couvre la période 1987-1997.
Tous les clips sont réalisés par Tim Pope, exceptés A Letter to Elise (Aubrey Powell), The 13th (Sophie Muller), Mint Car (Richard Heslop), Gone! (Steve Hanft).

## Liste des clips
1. Why Can't I Be You?
2. Catch
3. Just Like Heaven
4. Hot Hot Hot!!!
5. Lullaby
6. Fascination Street
7. Lovesong
8. Pictures of You
9. Never Enough
10. Close to Me (closest mix)
11. High
12. Friday I'm in Love
13. A Letter to Elise
14. The 13th
15. Mint Car
16. Gone!
17. Wrong Number